# Perissopteryx delusa
Perissopteryx delusa är en fjärilsart som beskrevs av W. Warren 1897. Perissopteryx delusa ingår i släktet Perissopteryx och familjen mätare. Inga underarter finns listade i Catalogue of Life.